# がんばれ!ジャイアン!!
- ドラえもん > 映画 > 原作短編 > がんばれ!ジャイアン!!

『がんばれ!ジャイアン!!』は、2001年3月10日に『ドラえもん のび太と翼の勇者たち』と同時上映公開されたドラえもんの映画作品である。26分20秒。『ドラえもん』の登場人物であるジャイアンこと剛田武の活躍を描いた物語。原作単行本第40巻「泣くなジャイ子よ」と第44巻「ジャイ子の新作まんが」をベースとしており、田中道明が作画を担当した漫画版も存在する。

## 物語のあらすじ
冬のある日、のび太が本屋で残り一冊の漫画に手を伸ばすと、同時に別の手が伸びてくる。相手の少年と互いに譲り合うも結局はのび太にと譲られる。しかし、帰り道でジャイアンとジャイ子の兄妹ゲンカに巻き込まれる羽目になる。やがてジャイ子は先ほどの少年に出会う。彼は茂手モテ夫という名だった。漫画描きという共通点から2人は意気投合し、ふたりで同人誌を発行をしようという約束を交わす。互いに切磋琢磨しながら執筆を続ける内、ジャイ子はモテ夫に次第に惹かれ始める。
それを知ったジャイアンは同人誌の完成と2人を恋仲にするべく、のび太やいつもの仲間を巻き込んで行動を起こすが、失敗に終わる。ジャイ子は兄に怒りをぶつけ、自暴自棄になり、漫画の原稿を放り出してしまう。風に乗って原稿は町中へと散らばってゆく。ジャイアンはジャイ子に「俺を嫌いになるのは仕方がない。でも、漫画を描くのを嫌いになっては駄目だ」となだめるのだった。
妹に夢を諦めてほしくないジャイアンは、原稿を見つけるべく雪の降りしきる中を駆け出してゆく。ドラえもんとのび太の協力もあって、ジャイアンはボロボロになりながらも必死に原稿を探し回る。雪の中に埋もれながら、過去に同じような経験があったことを思い出すジャイアンの前にジャイ子が駈け込んできた。自身の漫画のために兄をつらい目に遭わせたくないと告げ、ふたりは和解する。翌日、ジャイ子はモテ夫に同人誌の件を断ろうとするが、彼から見つからず終いだった残りの原稿を渡され、再び同人誌を描くことを決心するのだった。

## 概要
ジャイアンの初主演映画であり、また彼の妹のジャイ子も実質上の主人公と言えるストーリーとなっている。原案となったのはてんとう虫コミックス40巻収録『泣くなジャイ子よ』、44巻収録『ジャイ子の新作まんが』の両短編作品。のび太同様に「映画ではとたんに格好良い役柄になる」と言われるジャイアンの男気や、原作でも描かれている妹想いの兄の様相がストーリーの軸となっている。要所々々で三味線を使った効果音が流れたり、日本家屋風のジャイアンの家、テレビで初代林家三平が出演しているなど、昭和40年代を思わせる演出もなされている。ちなみに三平役の声優として、氏の次男である林家いっ平（現・二代目 林家三平）が出演している。ジャイアンのテーマソングでもあるおれはジャイアンさまだ!は作中では一度も唄われていないが、インスト版が随所で使用されている。また、田中道明によるコミカライズ版も執筆されている。
ジャイアンの実家は原作およびテレビ朝日版アニメ第1期では「剛田雑貨店」であるが、本作では「剛田商店」という店名になっている。この店名は、ジャイアン役がたてかべ和也から木村昴になったアニメ第2期でも用いられている。
エンディングでは、ジャイ子の部屋のカレンダーが2015年2月になっている。顔は映らないが、ジャイアンが写った写真を直すジャイ子と思しき人物の左手薬指には指輪がはめられている。
配給収入、観客動員数、配給は『のび太と翼の勇者たち』を参照。

## 登場人物
ジャイアン
声 - たてかべ和也
本作の主役。妹のジャイ子を初恋の相手である茂手モテ夫と引き合わせるべく、そして漫画家になるという妹の夢を応援すべく、やや空回り気味ながらも奮闘する。雪が降る中、必死にジャイ子の原稿を探す最中、小さいころジャイ子のクレヨンやスケッチブックをめちゃくちゃにしたいじめっ子を追い払い、ジャイ子のためにのび太から奪ったクレヨンを渡したこと（勿論ジャイ子はこれを受け取ろうとしなかった）が原因で、雪が降る寒い中、母に怒られて物置に入れられたことを思い出した。
ジャイ子
声 - 青木和代
ジャイアンの妹。漫画が好きで、少女漫画を執筆している。偶然出会ったモテ夫と共に執筆を始めつつ、彼に恋心を抱いてゆく。あれこれおせっかいを焼く兄のことを煙たがっていたが、終盤で兄が漫画の時代考証のために撮ってきた古代エジプトの写真を部屋で発見したことから彼の優しさに気づき、雪の中、兄を探しに駆けだしていく。本作では白目が大きく描かれている。
ドラえもん
声 - 大山のぶ代
自身も妹を持つ身であるため、妹を想うジャイアンの心に共感し、協力を申し出る。
のび太
声 - 小原乃梨子
モテ夫と最初に会う。ジャイアンに頼まれ、ジャイ子の漫画の時代考証などに協力する。
しずか
声 - 野村道子
バイオリンの稽古の帰りに、偶然ジャイ子がモテ夫と会っているところを目撃する。
スネ夫
声 - 肝付兼太
得意の口八丁でジャイ子とモテ夫の引き合わせに協力するが、これが裏目に出る。
茂手モテ夫
声 - 佐々木望
隣町の団地に住む漫画好きな少年。本屋でのび太と漫画本の取り合いになっても、快くのび太に譲る。ジャイ子と出会い、彼女の才能に惹かれて共に同人漫画を執筆することになり、時には執筆のアドバイスをする。原作によれば、その名の通りバレンタインデーにチョコレート百個を貰うほど女の子に人気がある。
玉子
声 - 千々松幸子
声のみ登場。雪の中、帰宅したパパに「お風呂が沸いてますよ」と声をかける。
のび助
声 - 中庸助
雪が降る中の帰り道、原稿を探すジャイアンを目撃する。
ジャイアンの母ちゃん
声 - 青木和代
ジャイアン・ジャイ子の母。ジャイ子からジャイアンの失踪を聞かされる。
モテ夫の母
声 - 川島千代子
息子同様に眼鏡をかけている。ドラえもん達によってモテ夫に無理やり外出するよう発破をかける。
探し物は何ですカ
声 - 愛河里花子
ドラえもんの出した道具。蚊を模した帽子、羽根、尾の部分からなる。身に着けると、探し物を手早く発見する。
林家三平
声 - 林家いっ平（現：2代目林家三平）
テレビ内に登場する噺家。駄洒落を連発する。
ツタンカーメン
古代エジプトのファラオ。ジャイアンから「ラーメン王」と勘違いされた。
いじめっ子
ジャイアンの回想に登場した二人組。ジャイ子に対し「お前の兄貴が悪いんだぞ！」と罵りながら彼女のスケッチブックとクレヨンをめちゃくちゃにし、ジャイアンに追い払われた。

## スタッフ
- 原作 - 藤子・F・不二雄
- 監督・作画監督 - 渡辺歩
- 脚本 - 藤本信行
- 美術監督 - 鈴木朗
- 撮影監督 - 熊谷正弘
- 録音監督 - 浦上靖夫
- 音楽 - 菊池俊輔
- 効果 - 横山正和
- 編集 - 岡安肇
- 動画チェック - 原佳寿美
- 動画チェック補 - 長島崇
- 色彩設計 - 吉岡美由紀
- 原画 - 尾鷲英俊、大城勝、鈴木大司、金子志津枝、福本勝、千葉ゆみ、石井邦幸、石井智美、加来哲郎、釘宮洋、大杉宜弘
- 動画 - 角田恵子、田中俊也、松井香、花沢成江、桜木愛、証高実、小野慎哉、栢下浩司、三浦一世、山下祐介、大塚隆司、田内亜矢子、高橋由起、森下智美、斎藤敦、江部賢、石川麻実、石井邦俊、大原真琴、斉藤佐保、篠田正浩、川崎美穂、清水昌之、山田康之
- 仕上 - 岩切当志子、吉田美夜子、土屋裕美、高木小百合、石川香織、宇井俊恵、松井めぐみ、生嶋路子、柚木脇達己、米井ふじの、山崎久美子、堤奈緒、西脇好美、高橋直美
- 特殊効果 - 橋爪朋二
- リスマスク - マキ・プロ
- タイトル - 道川昭
- 背景 - 天水勝、土師勝弘、久保季美子、沢登由香、池田玲子、新井由華、劉基連、宮本ゆう
- 撮影 - 古林一太、野村達哉、佐藤久美子、市川智、小川滋見、川崎匡詞
- 編集 - 小島俊彦、中葉由美子、村井秀明、川崎晃洋、三宅圭貴
- 音響制作 - オーディオプランニングユー
- 音響制作デスク - 山口さやか
- 音響制作進行 - 井澤基、加藤知美
- レコーディングスタジオ - APUスタジオ
- ミキサー - 内山敬章、田中章喜
- アシスタントミキサー - 田口信孝
- 技術協力 - 森幹生
- 現像 - 東京現像所
- 制作担当 - 松土隆二
- 制作デスク - 別紙直樹、武井健
- プロデューサー - 増子相二郎、市川芳彦、木村純一、岩本太郎、山川秀樹
- 制作協力 - 藤子プロ、ASATSU-DK
- 制作 - シンエイ動画、小学館、テレビ朝日

## 主題歌
「さよならとは言わないで」
作詞・作曲・歌 - ダ・カーポ / 編曲 - 京田誠一

## 参考資料
- ビデオ『がんばれ!ジャイアン!! / ドラミ&ドラえもんズ 宇宙ランド危機イッパツ!』 東宝、2001年。
- 藤子・F・不二雄 『ドラえもん』40巻&44巻 小学館、1989年-1993年。